# Liste der Hochhäuser in Louisiana
In der Liste der Hochhäuser in Louisiana werden die höchsten Hochhäuser im US-Bundesstaat Louisiana ab einer strukturellen Höhe von 75 Metern aufgezählt. Das bedeutet die Höhe bis zum höchsten Punkt des Gebäudes ohne Antenne. Aufgezählt werden nur fertiggestellte und im Bau befindliche Hochhäuser.

## Auflistung der Hochhäuser nach Höhe
| Nr. | Name                                         | Stadt        | Höhe    | Etagen | Baujahr | Status |
| --- | -------------------------------------------- | ------------ | ------- | ------ | ------- | ------ |
| 1.  | One Shell Square                             | New Orleans  | 212,5 m | 51     | 1972    | Erbaut |
| 2.  | Capital One Tower                            | New Orleans  | 196,6 m | 53     | 1984    | Erbaut |
| 3.  | Plaza Tower                                  | New Orleans  | 161,9 m | 45     | 1969    | Erbaut |
| 4.  | Energy Center                                | New Orleans  | 161,6 m | 39     | 1984    | Erbaut |
| 5.  | First Bank & Trust Tower                     | New Orleans  | 146,6 m | 36     | 1987    | Erbaut |
| 6.  | Sheraton New Orleans                         | New Orleans  | 146 m   | 48     | 1982    | Erbaut |
| 7.  | Louisiana State Capitol                      | Baton Rouge  | 140,2 m | 34     | 1932    | Erbaut |
| 8.  | New Orleans Marriott                         | New Orleans  | 137 m   | 42     | 1972    | Erbaut |
| 9.  | Texaco Center                                | New Orleans  | 134,7 m | 32     | 1983    | Erbaut |
| 10. | One Canal Place                              | New Orleans  | 134 m   | 32     | 1979    | Erbaut |
| 11. | 1010 Common                                  | New Orleans  | 133,5 m | 31     | 1970    | Erbaut |
| 12. | World Trade Center New Orleans               | New Orleans  | 124,1 m | 33     | 1967    | Erbaut |
| 13. | Benson Tower                                 | New Orleans  | 123,8 m | 26     | 1989    | Erbaut |
| 14. | Three Lakeway Center                         | Metairie     | 122,8 m | 34     | 1987    | Erbaut |
| 15. | JW Marriott Hotel New Orleans                | New Orleans  | 111,4 m | 30     | 1984    | Erbaut |
| 16. | Regions Tower                                | Shreveport   | 111 m   | 25     | 1986    | Erbaut |
| 17. | 225 Baronne Street                           | New Orleans  | 110,3 m | 29     | 1965    | Erbaut |
| 18. | Hyatt Regency New Orleans                    | New Orleans  | 110 m   | 27     | 1976    | Erbaut |
| 19. | Entergy Tower                                | New Orleans  | 109,7 m | 28     | 1983    | Erbaut |
| 20. | Capital One Bank Building                    | New Orleans  | 108,2 m | 20     | 1921    | Erbaut |
| 21. | The Westin New Orleans Canal Place           | New Orleans  | 107,7 m | 29     | 1983    | Erbaut |
| 22. | 1250 Poydras Plaza                           | New Orleans  | 104,2 m | 24     | 1979    | Erbaut |
| 23. | 1515 Poydras                                 | New Orleans  | 104 m   | 29     | 1984    | Erbaut |
| =   | Hilton New Orleans Riverside                 | New Orleans  | 104 m   | 29     | 1977    | Erbaut |
| 24. | 200 Carondelet                               | New Orleans  | 100,6 m | 23     | 1929    | Erbaut |
| 25. | Harrah’s New Orleans – Poydras Street Hotel  | New Orleans  | 99,7 m  | 26     | 2004    | Erbaut |
| 26. | Pan American Life Center                     | New Orleans  | 98 m    | 27     | 1980    | Erbaut |
| 27. | L’Auberge Du Lac Hotel & Casino              | Lake Charles | 94,7 m  | 26     | 2005    | Erbaut |
| 28. | One American Place                           | Baton Rouge  | 94,5 m  | 24     | 1974    | Erbaut |
| 29. | Louisiana Tower                              | Shreveport   | 92,1 m  | 21     | 1984    | Erbaut |
| 30. | Poydras Center                               | New Orleans  | 91,4 m  | 28     | 1983    | Erbaut |
| =   | Capital One Bank Tower                       | Lake Charles | 91,4 m  | 22     | 1984    | Erbaut |
| 32. | 1440 Canal                                   | New Orleans  | 87,8 m  | 21     | 1972    | Erbaut |
| 33. | Horseshoe Casino Hotel                       | Bossier City | 87,2 m  | 26     | 1999    | Erbaut |
| 34. | Sam’s Town Hotel                             | Shreveport   | 87,1 m  | 23     | 2001    | Erbaut |
| 35. | 930 Poydras                                  | New Orleans  | 86,9 m  | 21     | 2010    | Erbaut |
| 36. | Amoco Building                               | New Orleans  | 85,4 m  | 20     | 1977    | Erbaut |
| =   | W New Orleans                                | New Orleans  | 85,4 m  | 23     | 1984    | Erbaut |
| 38. | Medical Center of Louisiana Charity Hospital | New Orleans  | 85 m    | 20     | 1939    | Erbaut |
| 39. | Chase Tower                                  | Baton Rouge  | 84,4 m  | 21     | 1968    | Erbaut |
| 40. | Freeport McMoRan Building                    | New Orleans  | 84,1 m  | 23     | 1984    | Erbaut |
| 41. | Loews New Orleans Hotel                      | New Orleans  | 84 m    | 22     | 1972    | Erbaut |
| 42. | The Galleria                                 | Metairie     | 82 m    | 22     | 1986    | Erbaut |
| 43. | Windsor Court Hotel                          | New Orleans  | 81,7 m  | 22     | 1984    | Erbaut |
| 44. | Beck Building                                | Shreveport   | 80,8 m  | 20     | 1957    | Erbaut |
| 45. | Two Lakeway Center                           | Metairie     | 78,9 m  | 19     | 1996    | Erbaut |
| 46. | First National Bank of Commerce Building     | New Orleans  | 76,8 m  | 19     | 1927    | Erbaut |